# Doleromyrma darwiniana
Doleromyrma darwiniana är en myrart som först beskrevs av Auguste-Henri Forel 1907.  Doleromyrma darwiniana ingår i släktet Doleromyrma och familjen myror.

## Underarter
Arten delas in i följande underarter:
- D. d. darwiniana
- D. d. fida
- D. d. leae

## Bildgalleri

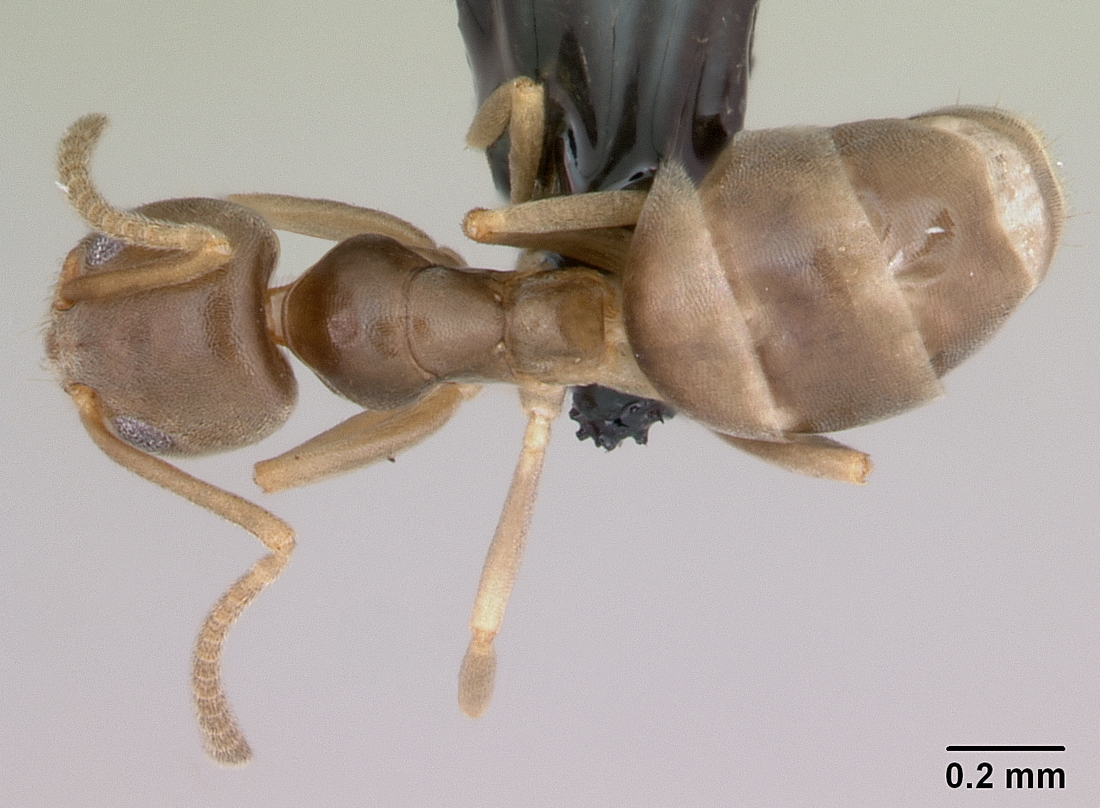
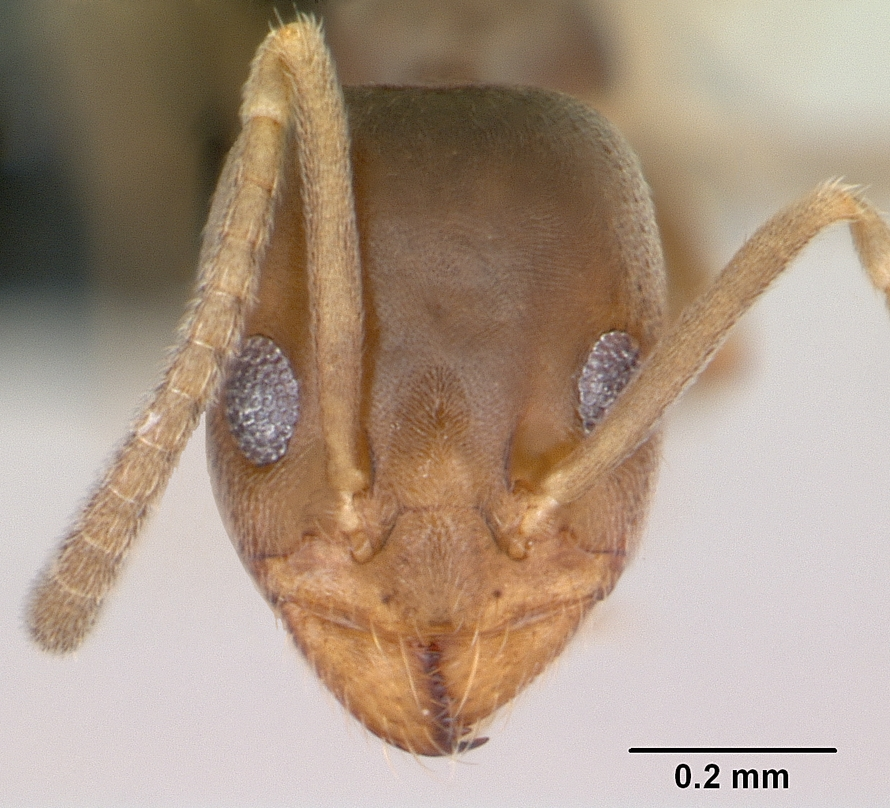
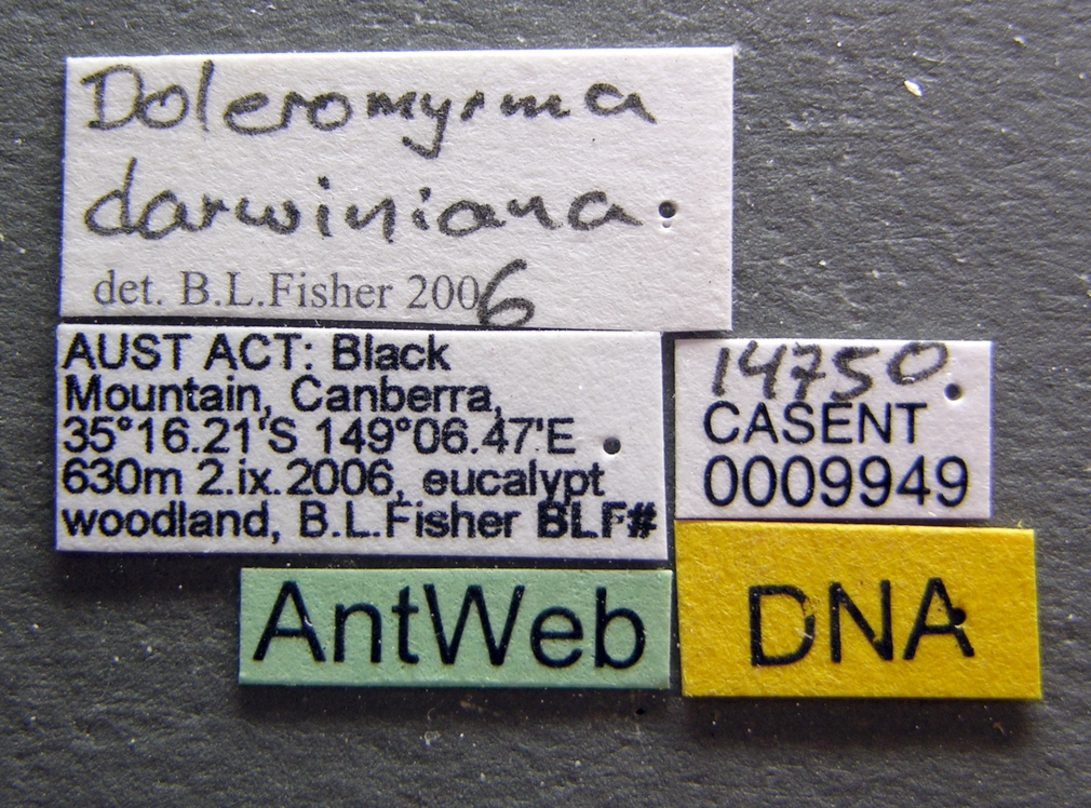
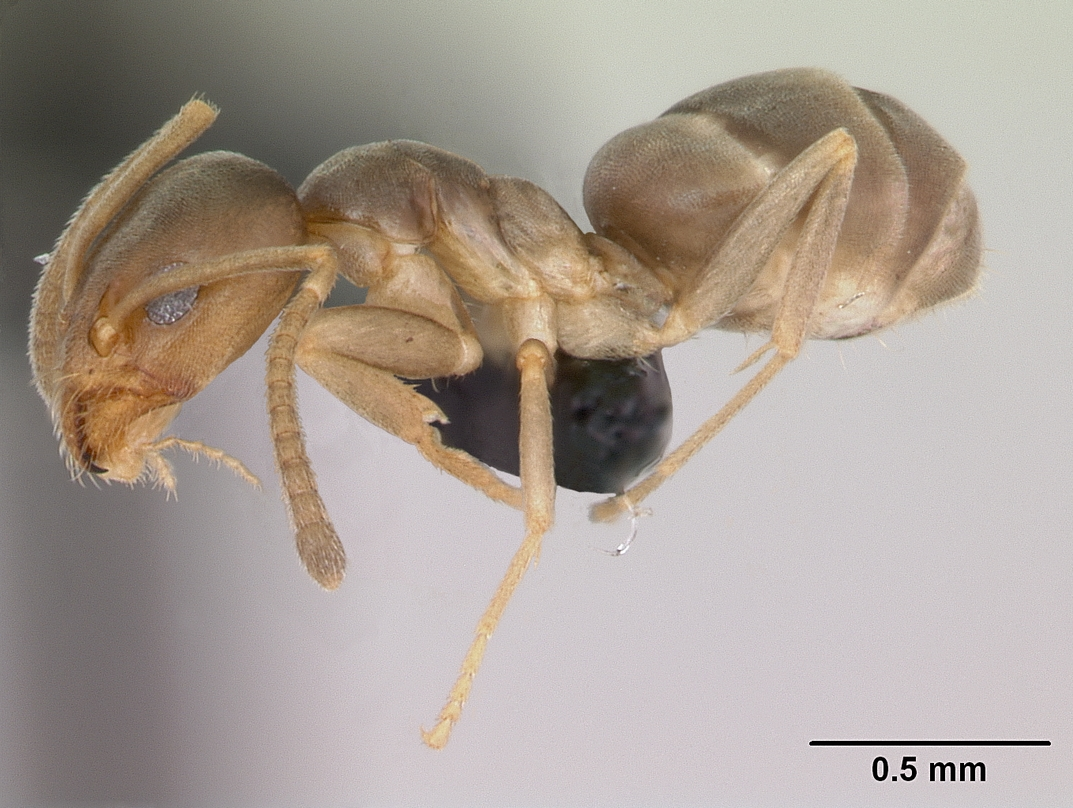
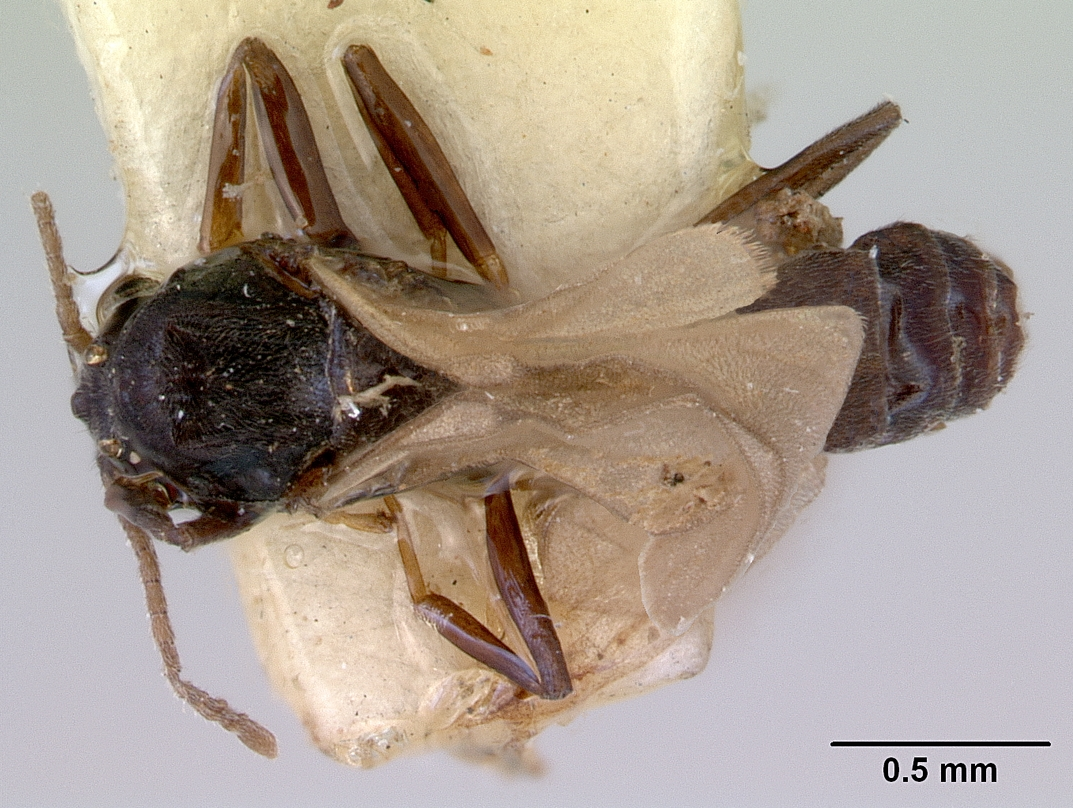
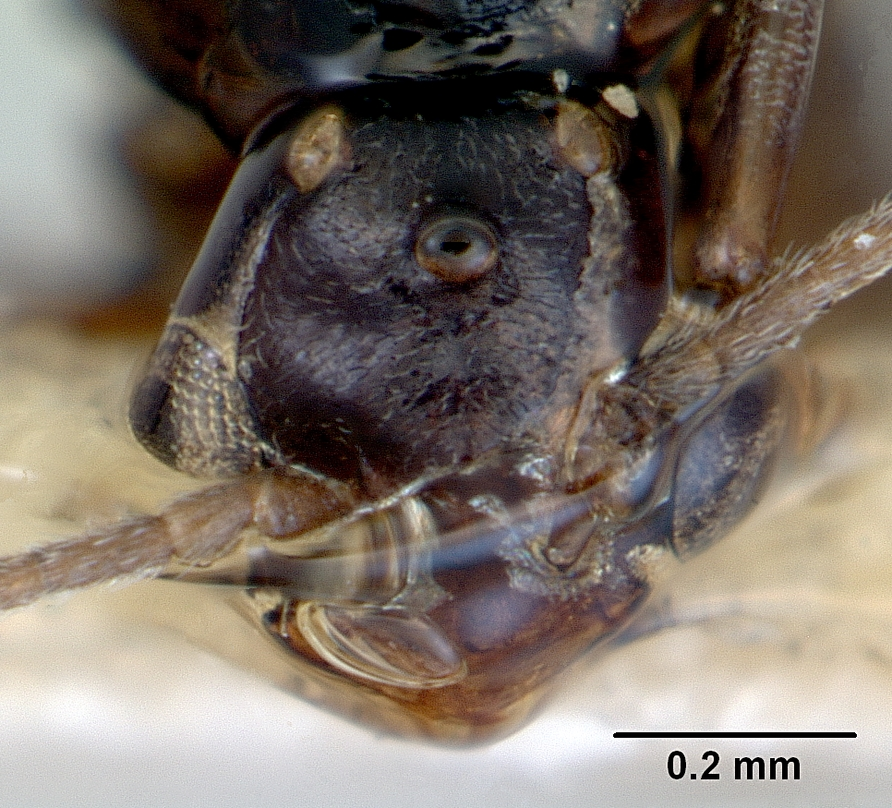